# Samuele Jesi

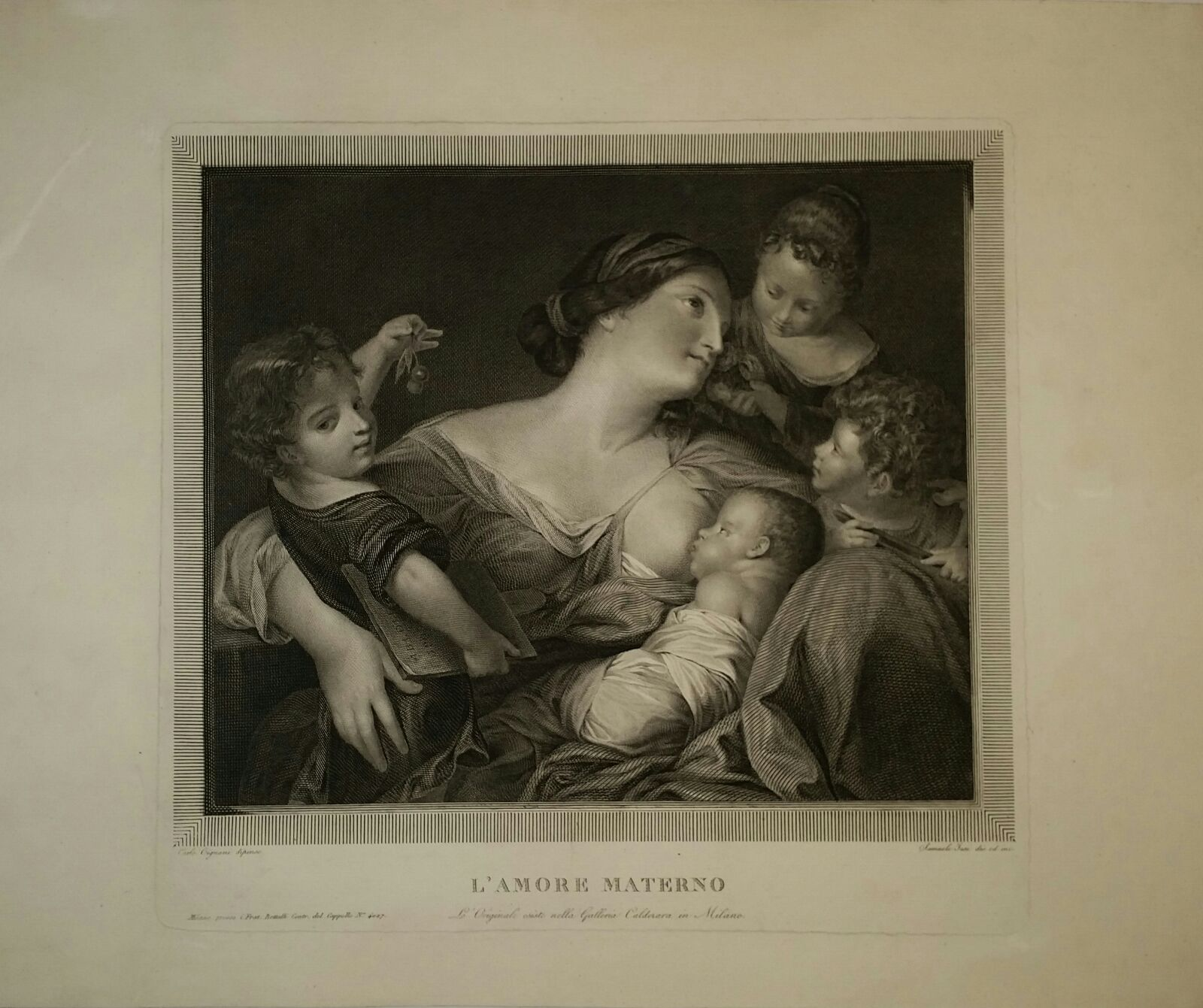
Samuele Jesi, L'Amore Materno - acquaforte e bulino - dim. 265 × 272 mm - anno 1818

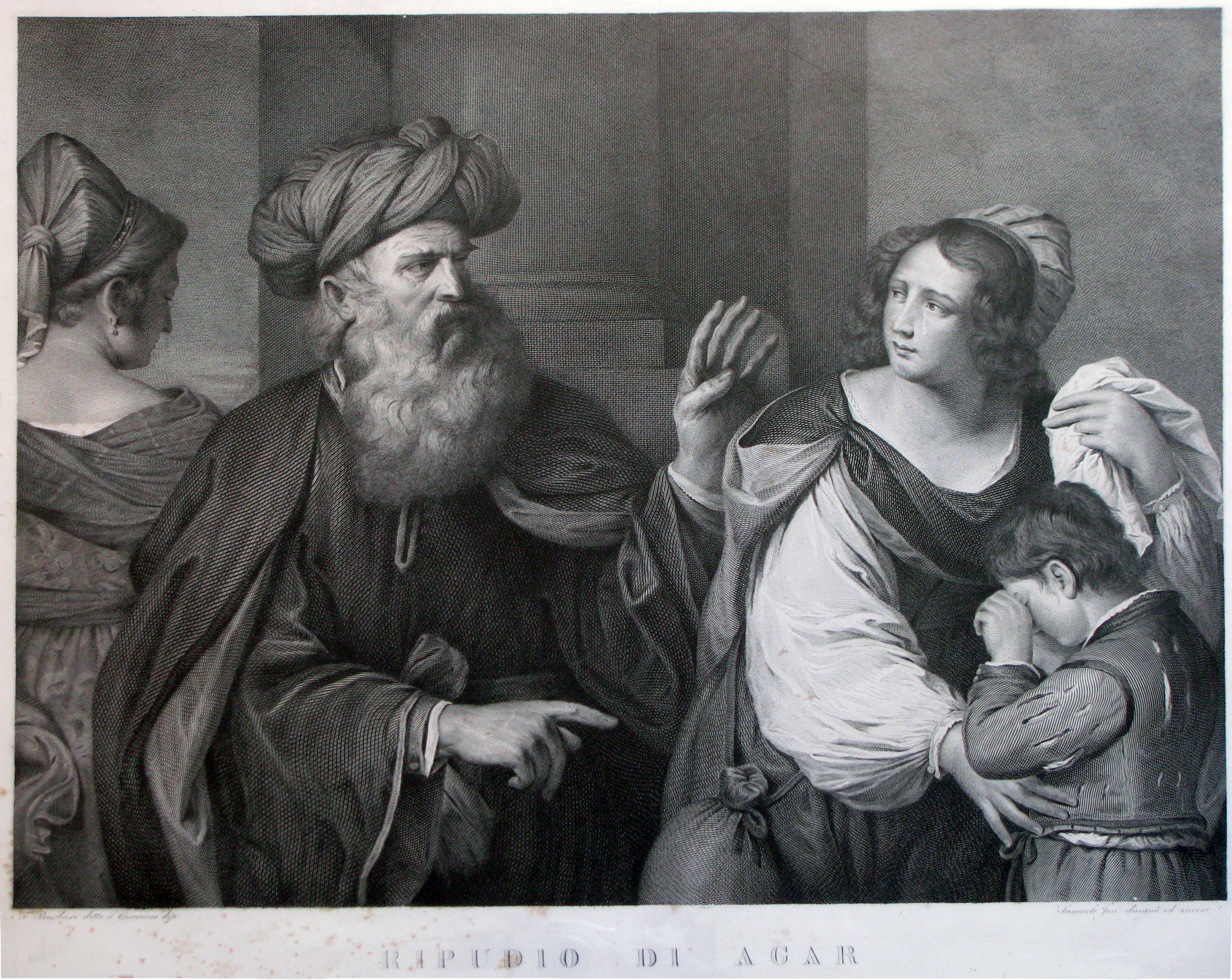
Samuele Jesi, Ripudio di Agar - acquaforte e bulino - dim. 385 × 409 mm - anno 1821

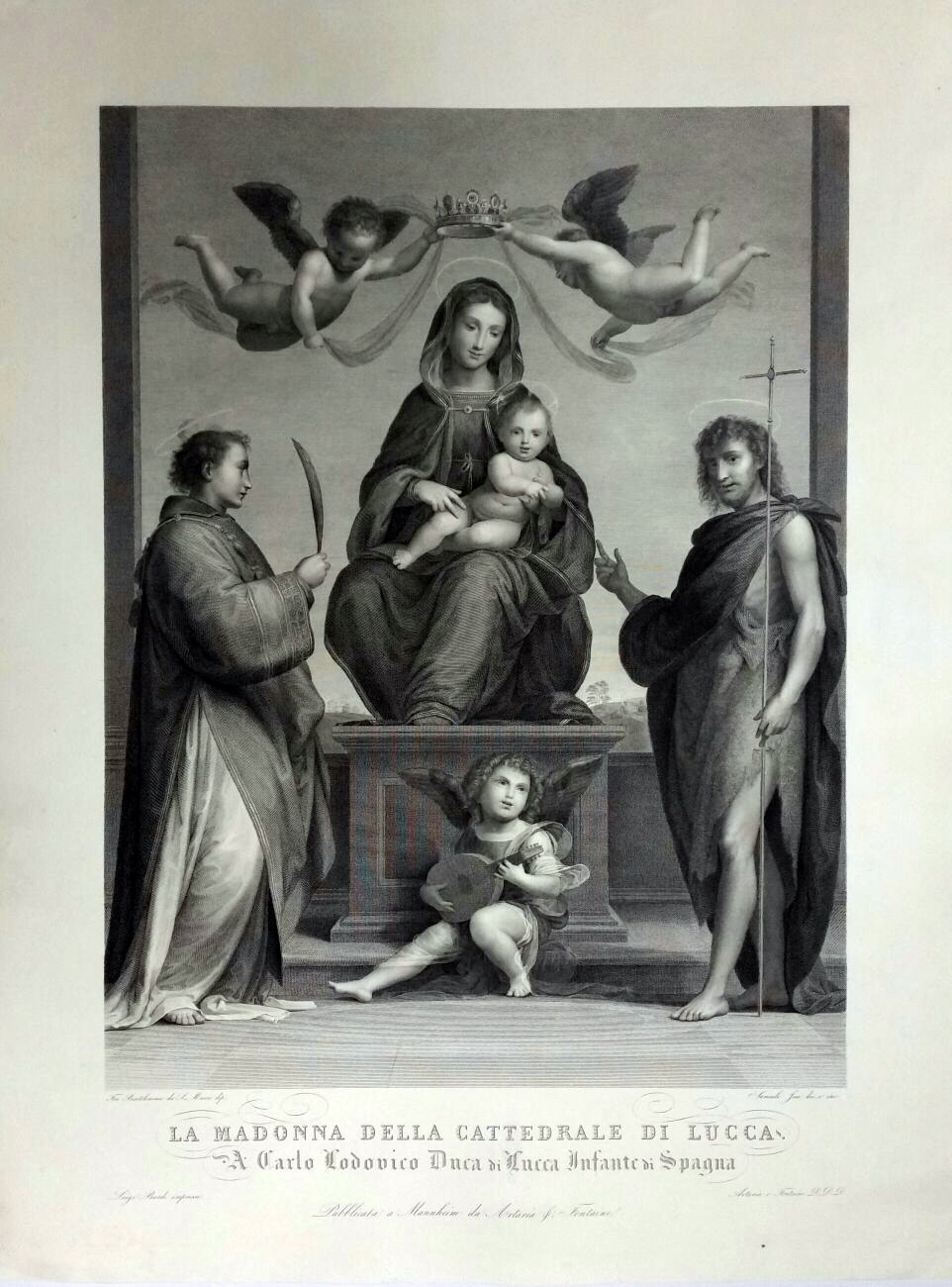
Samele Jesi, La Madonna della cattedrale di Lucca - acquaforte bulino - dim. 539 x 364 mm - anno 1833

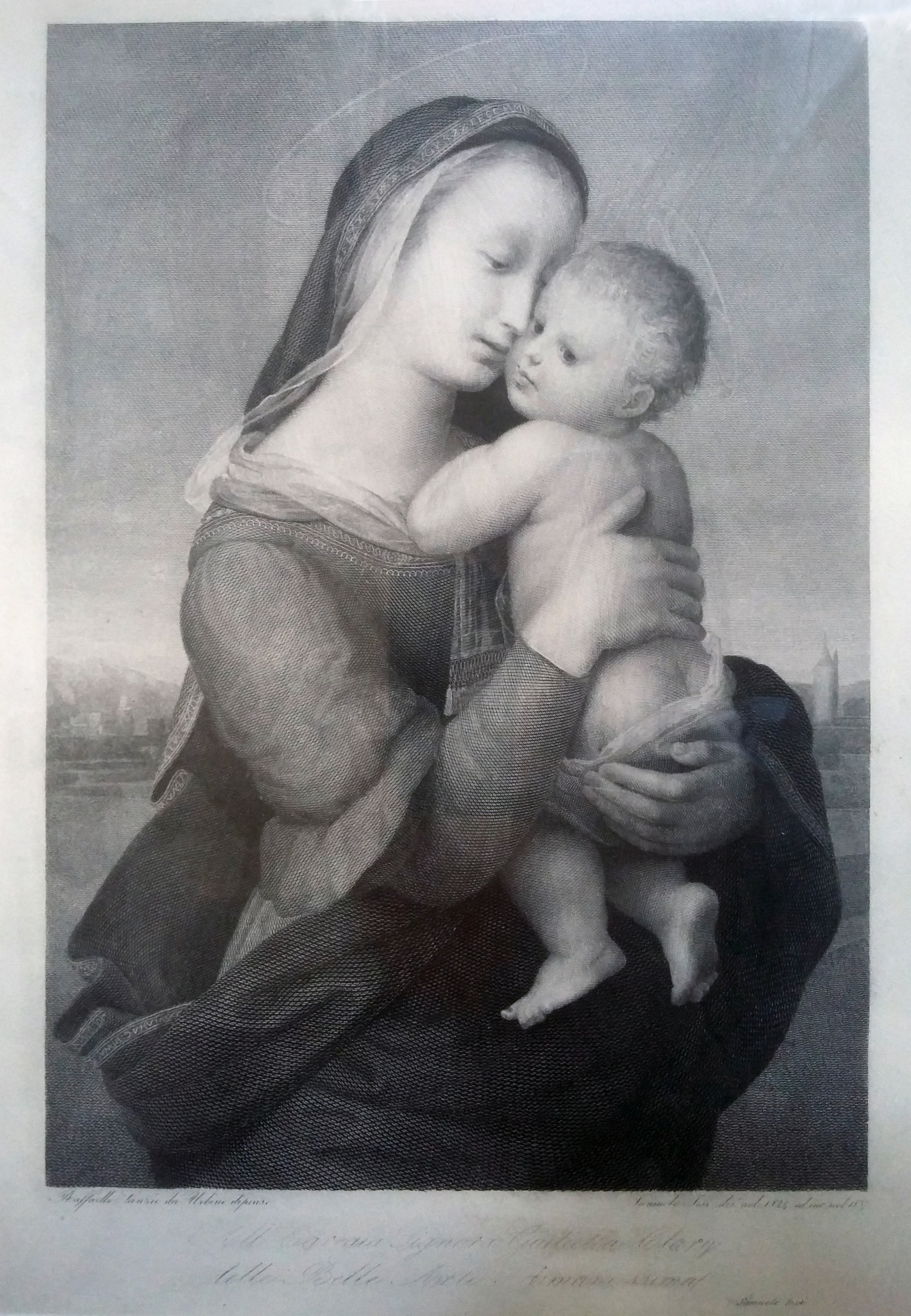
Samuele Jesi, La Madonna di casa Tempi - acquaforte e bulino - dim. 322 × 227 mm - anno 1837

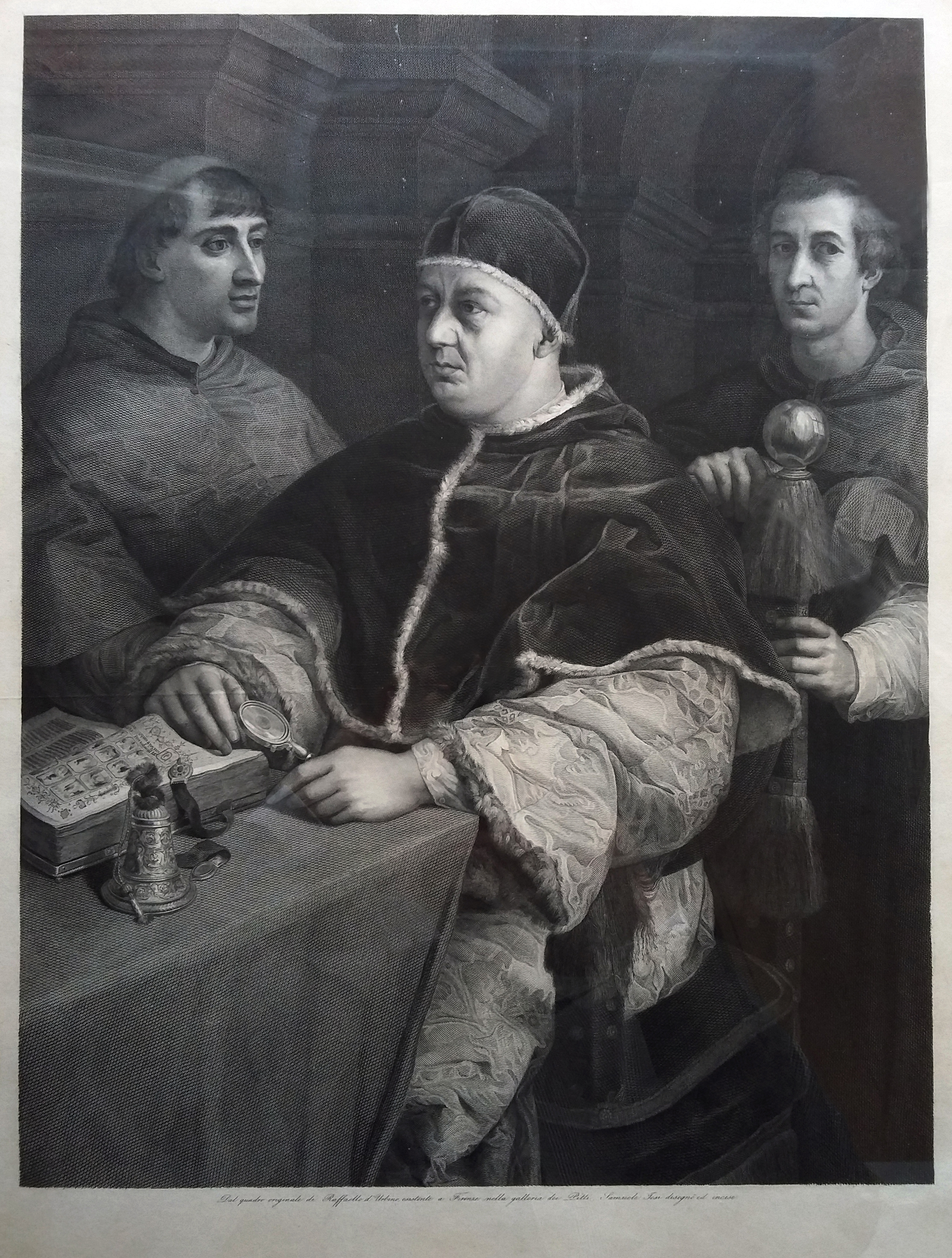
Samuele Jesi, Leone X - acquaforte e bulino - dim. 505 × 383 mm - anno 1844

Samuele Beniamino Jesi (Correggio, 4 settembre 1788 – Firenze, 17 gennaio 1853) è stato un incisore italiano.

## Biografia
Samuele Beniamino Jesi nasce a Correggio il 4 settembre 1788 da genitori ebrei. Rimasto orfano in giovane età e dovendo accudire i fratellini, già sorretto economicamente dall'Università Israelitica, per potersi mantenere agli studi è costretto a chiedere ripetutamente altri sussidi sia alla Municipalità, sia alle Opere Pie della sua città natale. 
La passione per il disegno lo spinge ad allacciare i primi rapporti nel mondo dell'arte con personaggi correggesi fra cui l'incisore Giuseppe Asioli, che gli procura disegni e stampe come modelli. Dal 1806 al 1808 frequenta la Reale Accademia di Belle Arti di Modena, seguendo lezioni di disegno e di pittura. Nel 1808 sarà allievo di Francesco Rosaspina alla Scuola d'Incisione dell'Accademia di Belle Arti di Bologna, dove resterà fino al 1811. La lezione di Rosaspina sarà fondamentale nella formazione artistica e precipuamente dell'arte incisoria di Samuele Jesi, poiché in questi anni egli impara la necessità di una scrittura chiara e lineare e la capacità di entrare in sintonia con l'autore del dipinto da tradurre. 
Di debole costituzione, il giovane Jesi cadrà gravemente ammalato tra il 1809 il 1810, probabilmente sono i primi sintomi della tisi che gli stroncherà la vita nel 1853. I medici gli consigliano di allontanarsi dal clima di Bologna e così si trasferisce a Milano, dove nel novembre del 1811, comincerà a frequentare le lezioni di Giuseppe Longhi alla Scuola d'Incisione della Reale Accademia di Belle Arti. Durante gli studi accademici sia a Bologna che a Milano partecipa ad alcuni piccoli concorsi vincendo nelle classi del disegno di figura e nel disegno di rilievo. 
Durante gli anni milanesi partecipa con quattro incisioni alla pubblicazione del primo catalogo della Pinacoteca di Brera (1812-1833), diretto dall'incisore ed editore Michele Bisi e dal bibliotecario Robustiano Gironi. Tra il 1818 e il 1821 realizza tre incisioni per due imprese editoriali di Nicolò Bettoni sulla vita e ritratti di uomini illustri. Inizia così il suo rapporto con gli editori e i librai ricoprendo il ruolo di intermediario tra questi e collezionisti, artisti, amatori; un'attività che svolgerà durante tutto l'arco della sua vita e che gli consentirà un sostentamento economico di supporto a quello d'artista. Supporto fondamentale, in quanto l'attività artistica di Jesi si rivelerà quantitativamente esigua a causa sia della sua gracile costituzione che lo costringe a periodi d'inattività, sia per la lentezza di esecuzione dovuta alla meticolosità con cui dedica tempo ad un'arte che si basa su una tecnica lunga e laboriosa.
Con un'incisione tratta da un dipinto del Guercino, il Ripudio di Agar, nel 1821 vince il Grande Concorso indetto dall'Accademia di Brera, e nel 1822, dopo altri otto mesi di lavoro sulla lastra per migliorare l'intaglio, l'incisione viene pubblicata a Firenze presso l'editore e calcografo Luigi Bardi. Quest'opera rappresenta lo spartiacque tra periodo studentesco ed età matura, l'inizio pertanto di una nuova fase nell'evoluzione artistica di Jesi.
Nel capoluogo granducale comincia ad allacciare rapporti con uomini di cultura e con la nobiltà fiorentina presso cui ottiene protezione come artista. Dal 1825 risiederà stabilmente a Firenze, prima in via del Ciliegio e poi in piazza Mozzi, nel palazzo del marchese Pietro Torrigiani, che gli sarà, insieme alla sua famiglia, anche amico. Frequenterà i salotti delle nobildonne fiorentine, luogo d'incontri tra artisti e letterati; sarà un assiduo frequentatore del Gabinetto letterario del colto editore ginevrino Gian Pietro Vieusseux. Nel 1826 si trasferisce temporaneamente a Lucca per trarre da un dipinto di Fra' Bartolomeo, che si trova nella cattedrale della città, un disegno preparatorio ad un'incisione commissionatagli dagli editori Artaria e Fontatine di Mannheim. L'incisione, denominata Madonna della Cattedrale di Lucca, sarà realizzata a Firenze nel 1833.
Tra il 1835 e il 1836, Firenze viene colpita dal colera, come gran parte della penisola, Jesi si rifugia prima nel Veneto e poi nel Friuli, mantenendo tuttavia i contatti sia con Firenze che con Bologna, con Milano e con Correggio. Tornato a Firenze mette mano alla Madonna Tempi, un'incisione tratta dal famoso dipinto del Sanzio. La lastra già incisa nel 1826, dovette essere ribattuta e reintagliata in seguito a danni inspiegabili subiti durante la permanenza a Lucca dell'artista. Nel 1840 presso Vieusseux esce il manifesto per gli associati, annunciante l'imminente pubblicazione del Leone X, dal dipinto di Raffaello, che Jesi pubblicherà quattro anni dopo a Parigi presso gli editori Goupil e Vibert; gli stessi che gli commissioneranno e pubblicheranno nel 1847 un'altra incisione La Vierge à la Vigne, traduzione di un dipinto di Paul Delaroche. 
L'incisione Leone X sarà presentata all'Esposizione di Parigi nel 1843 ed avrà ampio spazio di critica sulla rivista del Salon. Nominato Corrispondente dell'Istituto Reale di Francia, Socio dell'Accademia Reale di Belle Arti di Firenze e di quella bolognese, decorato Cavaliere della Legion d'Onore dal sovrano francese Luigi Filippo, con il Leone X riceve onori da ogni parte d'Europa. L'ultima sua impresa artistica, rimasta incompiuta per la morte sopravvenuta dopo complicazioni aggiunte a una lunga malattia, è costituita da un'incisione di grandi dimensioni, raffigurante il Cenacolo di Foligno, tratta da un affresco fiorentino attribuito dai contemporanei a Raffaello e dalla critica del XX secolo a Perugino e alla sua scuola. 
Samuele Jesi è artista conosciuto e stimato dai suoi contemporanei come incisore e disegnatore (ma la produzione disegnativa risulta essere pressoché dispersa) meticoloso e fedele all'opera originale, così come deve essere un incisore di traduzione. La sua vis creativa si esprime nella grande varietà di tagli e controtagli, ottenuti con becchi di bulino di forma e grossezza diversi, che gli permettono di raggiungere, attraverso un'attenta lettura, gli stessi effetti “pittorici” dell'opera d'arte tradotta. Ma la maestrìa di Jesi nel saper aderire così fedelmente al dipinto originale consiste anche nella capacità di colloquiare con l'autore dell'opera pittorica, attraverso un'intima corrispondenza empatica. L'aura densa di affettuosità di cui sono compenetrate le sue incisioni salvano Jesi dal rischio di essere un incisore di traduzione riconoscibile solo per la grande perizia tecnica, ossia un virtuoso del bulino, qualità ampiamente apprezzata a metà secolo, che tuttavia spesso si converte in opere fredde ed esanimi. Alla sua morte, Firenze gli tributerà solenni onoranze funebri e verrà coniata una medaglia in bronzo con la sua effigie.